# Khardi
Khardi es una  ciudad censal situada en el distrito de Thane en el estado de Maharashtra (India). Su población es de 5579 habitantes (2011). Se encuentra a 38 km de Thane y a 68 km de Bombay.

## Demografía
Según el censo de 2011 la población de Khardi era de 5579 habitantes, de los cuales 2895 eran hombres y 2684 eran mujeres. Khardi tiene una tasa media de alfabetización del 80,32%, inferior a la media estatal del 82,34%: la alfabetización masculina es del 85,77%, y la alfabetización femenina del 74,47%.